# 249年
| 千纪： | 1千纪                                                                                           |
| 世纪： | 2世纪 \| 3世纪 \| 4世纪                                                                         |
| 年代： | 210年代 \| 220年代 \| 230年代 \| 240年代 \| 250年代 \| 260年代 \| 270年代                       |
| 年份： | 244年 \| 245年 \| 246年 \| 247年 \| 248年 \| 249年 \| 250年 \| 251年 \| 252年 \| 253年 \| 254年 |
| 纪年： | 己巳年（蛇年）；曹魏正始十年，嘉平元年；蜀汉延熙十二年；东吴赤烏十二年                          |

## 大事记
- 中国
  - 高平陵之變，曹魏司馬懿在雒邑起兵發動政變，權臣曹爽一族被誅殺。
  - 夏侯霸之侄征西将军夏侯玄从前线被調離，郭淮成為征西將軍，陳泰代郭淮為雍州刺史，加奮威將軍。夏侯霸一直與郭淮不和，遂逃入蜀汉。
  - 王凌和令狐愚認為曹芳年幼，難擔皇帝重任；密謀推舉較年長和有才能的楚王曹彪為帝。
  - 曲城之戰，姜維北伐曹魏的雍州，在麴山築二城使牙門將句安、李歆等守之，聚羌胡質任等寇偪諸郡，魏國征西將軍郭淮命令陳泰征討蜀國護軍徐質，南安太守鄧艾進兵圍攻曲城。姜維領兵救援，進兵至牛頭山，為陳泰軍所阻，郭淮率軍趕往牛頭山，企圖切斷姜維退路。姜維下令廖化駐軍白水南岸以牽制鄧艾，親自率重兵奔襲洮城，鄧艾於當夜搶先占據洮城，姜維撤軍退走，曲城守將句安、李歆降魏。
- 羅馬帝國
  - 皇帝菲臘被造反的將領迪西烏斯殺死。

## 各国领袖

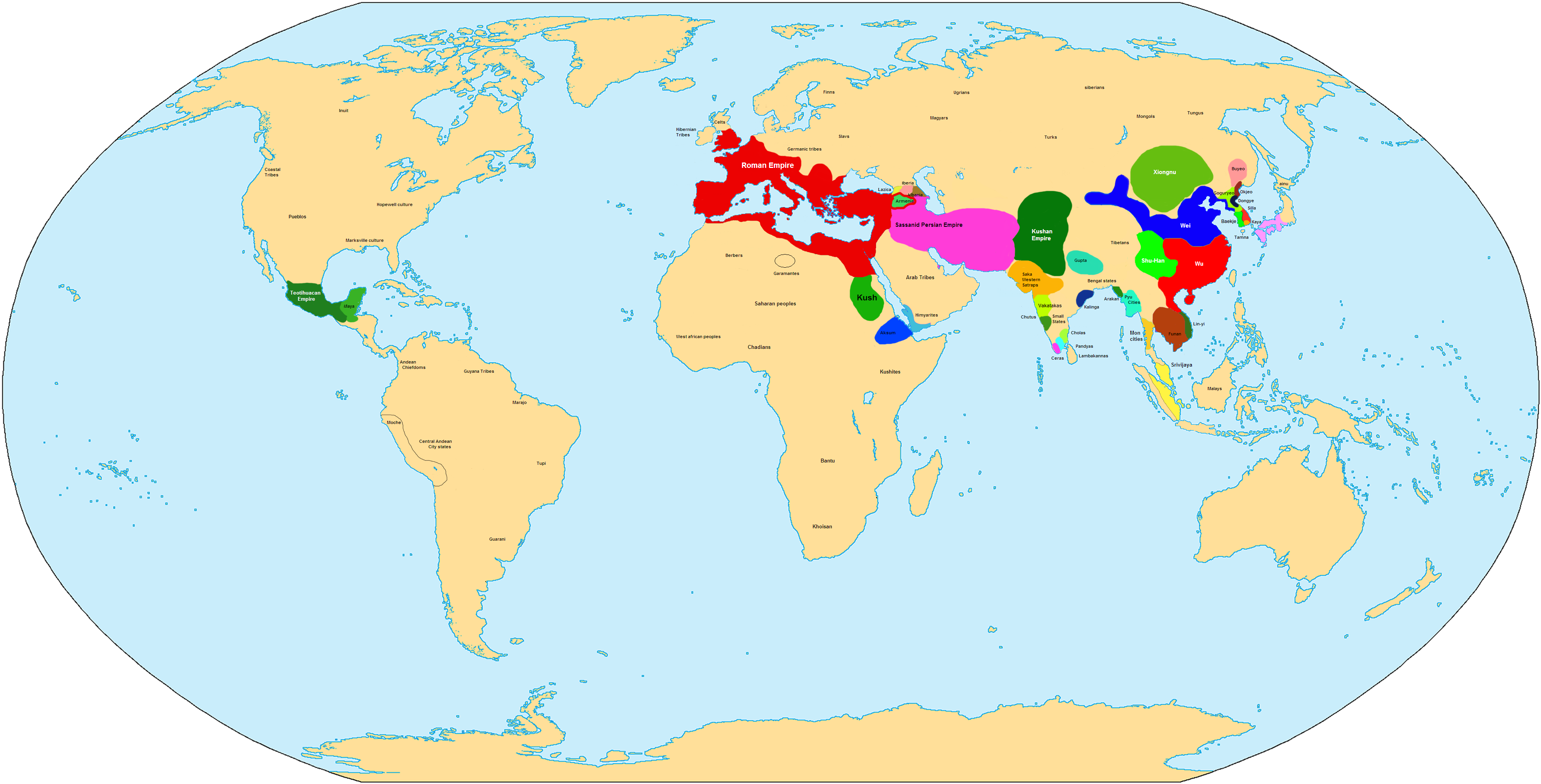
世界局势

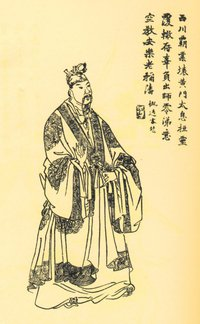
刘禅

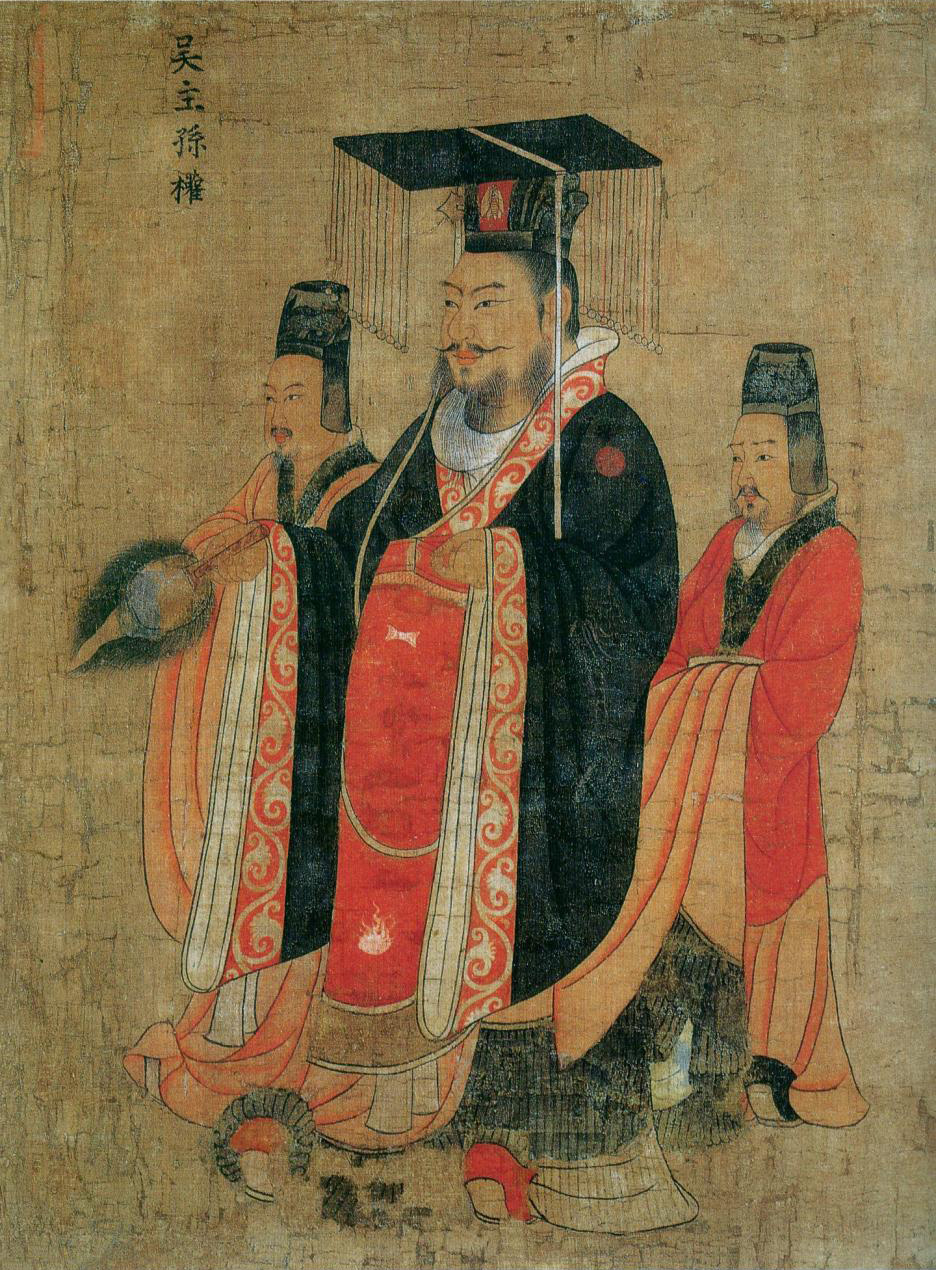
孙权

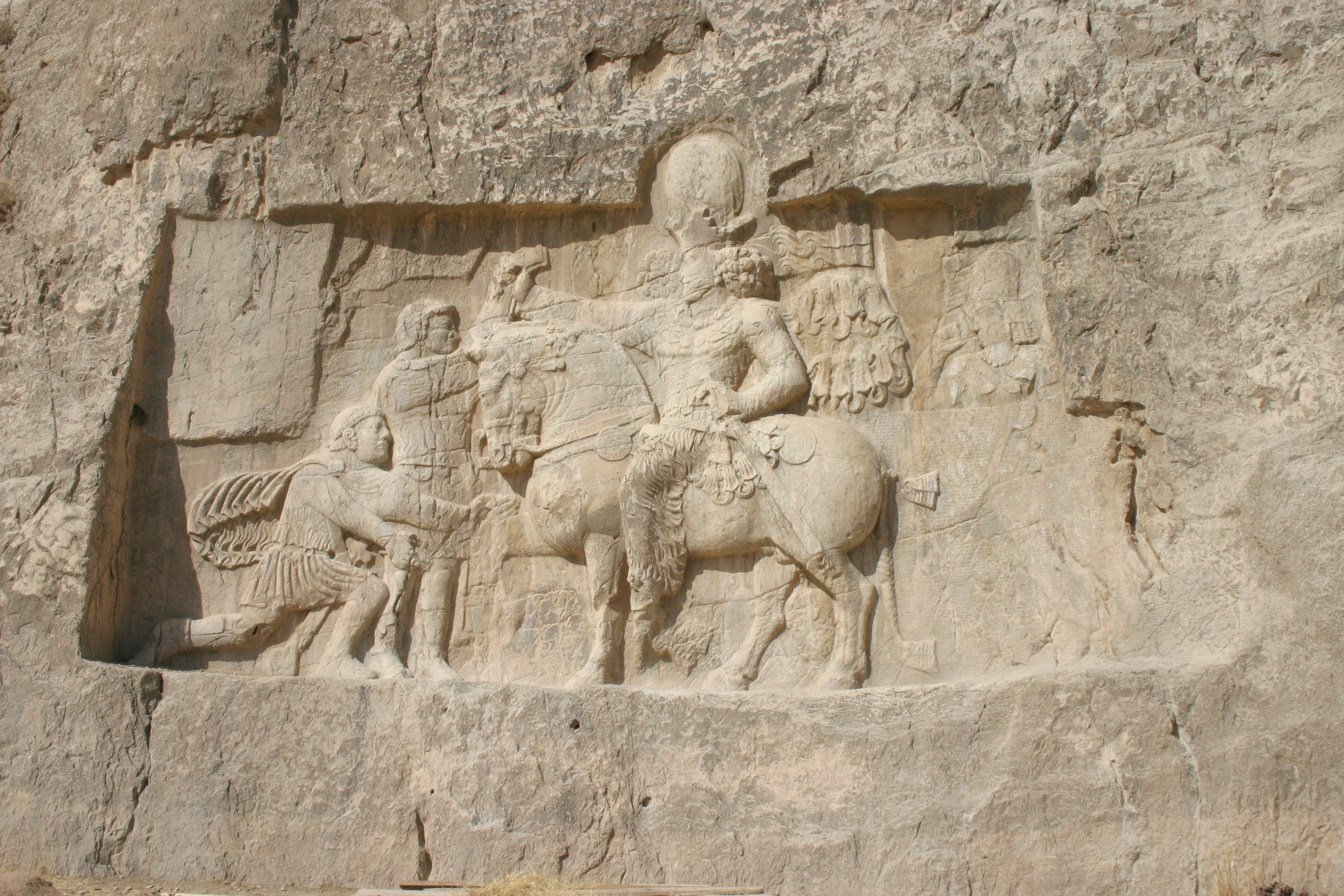
沙普尔一世

### 亞洲
- 中國（三国）
  - 蜀漢皇帝：后主刘禅（223年－263年）
  - 曹魏皇帝：魏齐王曹芳（239年－254年）
    - 曹魏大将军、录尚书事曹爽（239年－249年）
    - 曹魏太傅司马懿（249年－251年）

  - 孙吴皇帝：吴大帝孙权（222年－252年）
- 拓跋部 - 拓跋力微, 鲜卑大人（219年－277年）
- 日本- 神功皇后（攝政，200年－270年）
- 朝鲜半岛（朝鲜三国时代）
  - 百济 - 古尔王，百济王 （234年－286年）
  - 伽耶 - 居登王，伽耶君主（199年－259年）
  - 高句丽 - 中川王，高句丽王（248年－270年）
  - 新罗 - 沾解尼師今，新罗王（247年－261年）
- 泰米尔哲罗王朝 - Ilamcheral Irumporai（241年－257年）
- 亚美尼亚- 梯里达底二世（英语：Tiridates II of Armenia）, 亚美尼亚王（217年－252年）
- 伊比利亚 - 
  1. 巴库一世（英语：Bacurius I of Iberia），伊比利亚国王（234年－249年）
  2. 米尔达特二世，伊比利亚国王（249年－265年）
- 贵霜帝国 - 婆什色迦（英语：Vāsishka），贵霜君主（240年－250年）
- 波斯萨珊王朝 - 沙普尔一世，波斯国王（241年－272年）
- 印度笈多王朝 - 室利笈多（英语：Gupta (king)），笈多国王（240年－280年）

### 欧洲
- 罗马帝国 - 

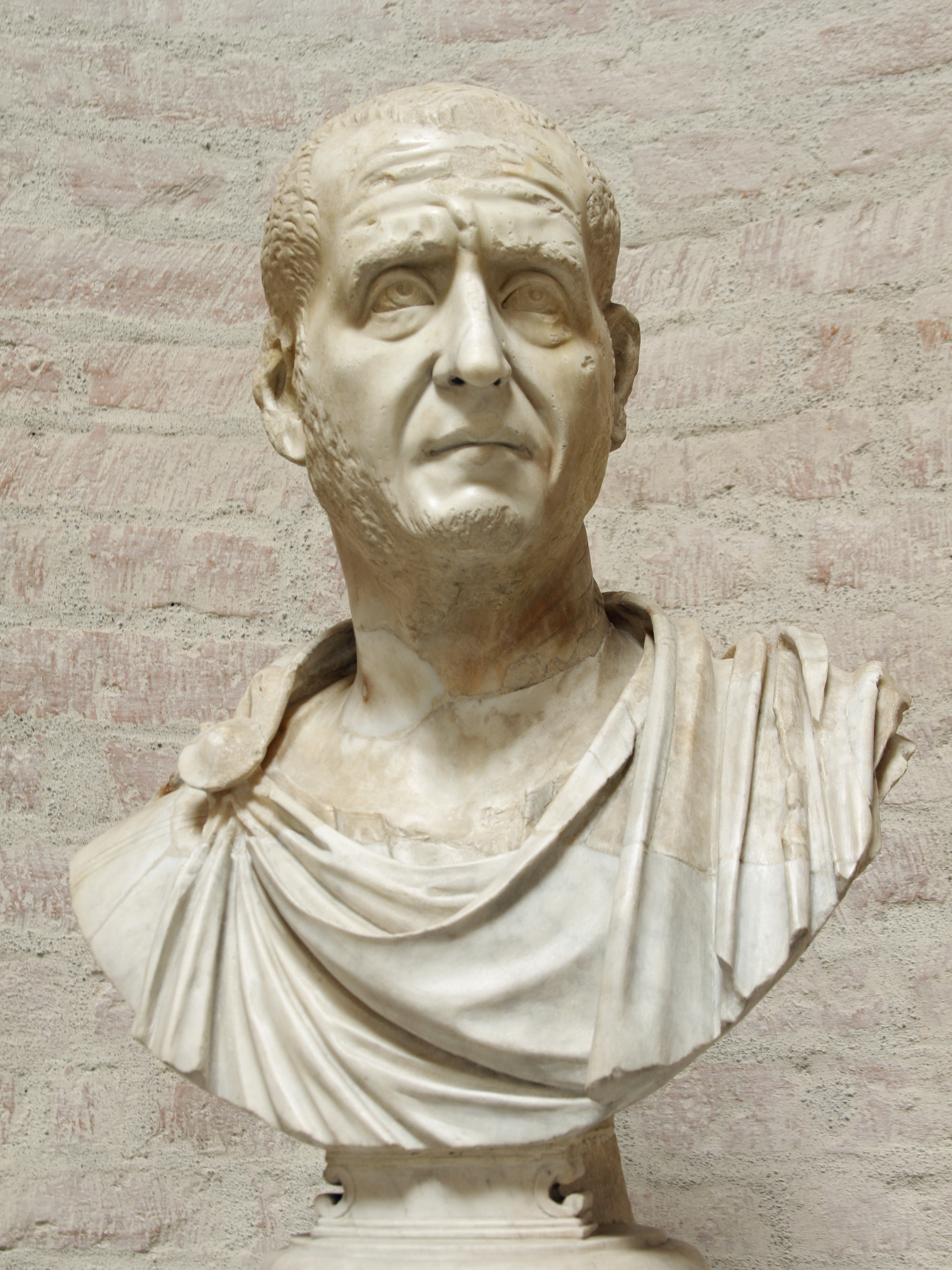
德西乌斯

  1. 阿拉伯人菲利普，罗马皇帝（244年－249年）
  2. 德西乌斯，罗马皇帝（249年－251年）

### 非洲
- 库施王朝 - Teqorideamani，（246年－266年）

## 逝世
- 朱然，東吳重要將領（181年出生，68岁）。
- 全琮，東吳重要將領（198年出生，51岁）。
- 曹爽，曹魏大臣。
- 曹羲，曹爽之弟。
- 曹訓，曹爽之弟。
- 曹彥，曹爽之弟。
- 桓範，曹爽黨羽，官至大司農。
- 蒋济，曹魏官员。
- 何晏，曹魏大臣，曹爽黨羽。
- 李勝，曹爽黨羽，未及荊州赴任就被誅殺。
- 王弼，曹魏的著名經學家、易學家，魏晉玄學的主要代表人物之一。
- 馬忠，蜀漢重要將領。
- 令狐愚，曹魏大臣，太尉王淩的外甥。
- 菲臘，羅馬皇帝。